# تكتل حضري

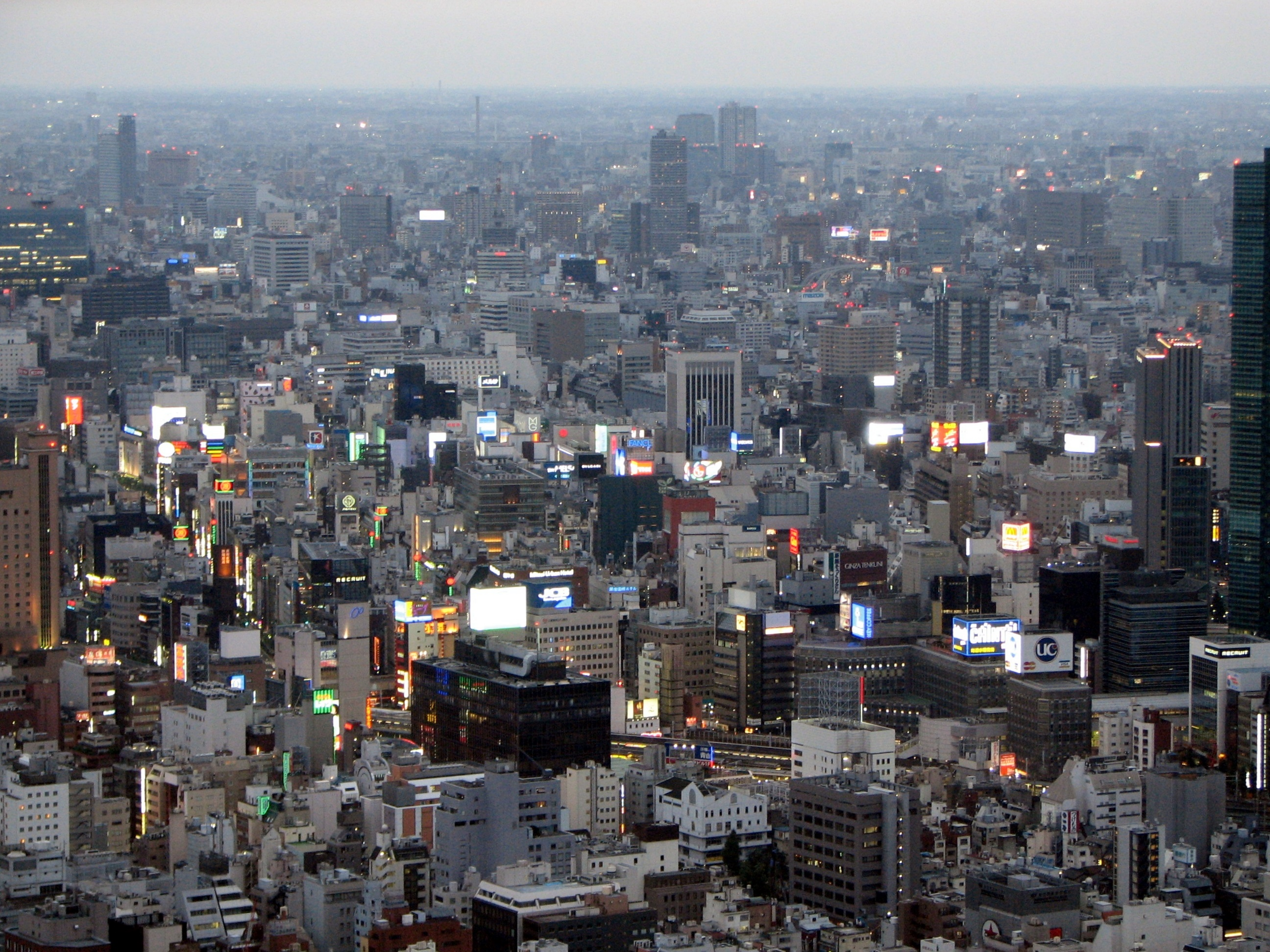
منطقة طوكيو الكبرى، اليابان، المنطقة الحضرية الأكثر اكتظاظًا بالسكان في العالم، حيث يبلغ عدد سكانها حوالي 38 مليون نسمة

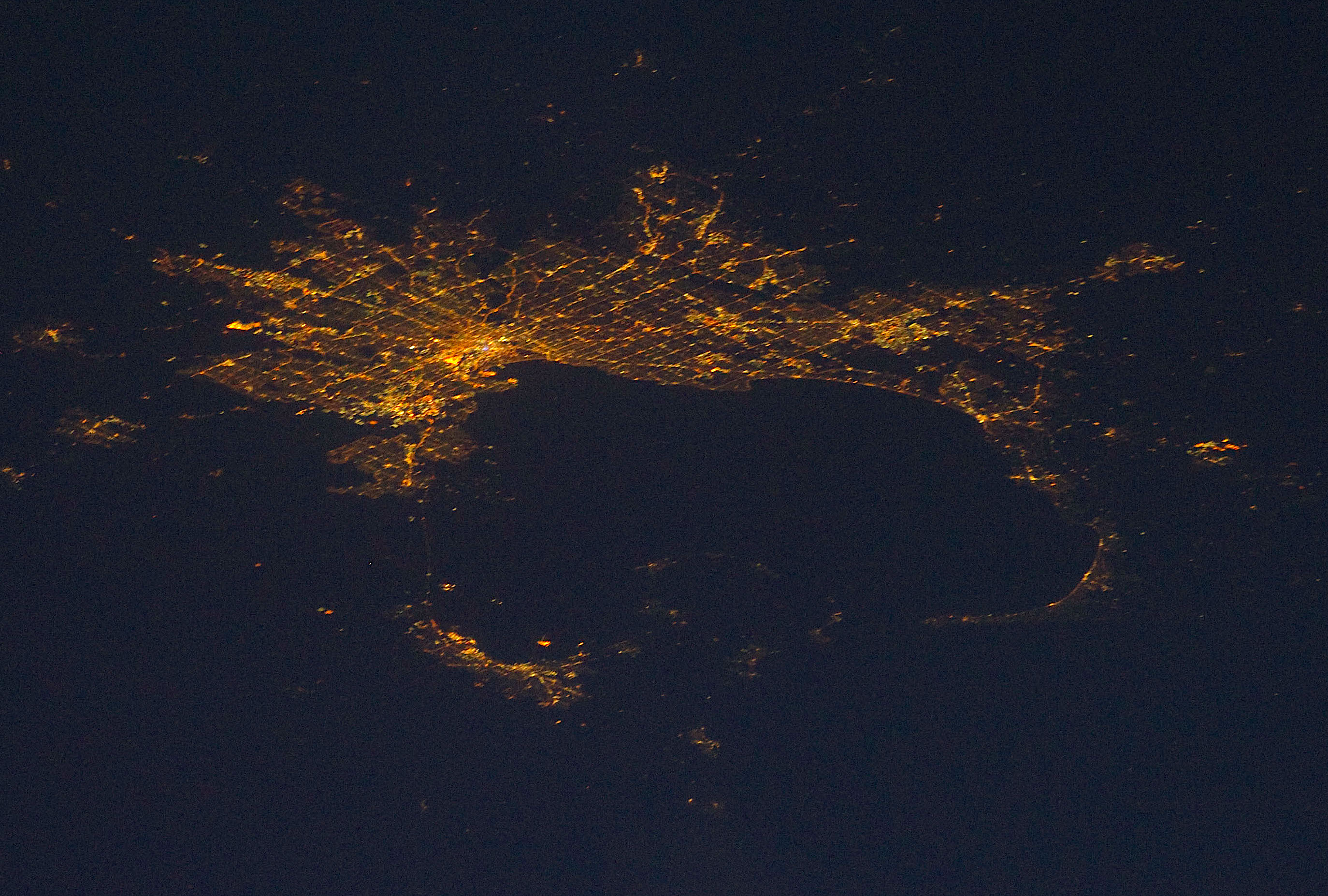
ملبورن الكبرى في الليل، تُرى من محطة الفضاء الدولية

المنطقة الحضرية، أو المنطقة المبنية (بالإنجليزية: Urban area)، هي مستوطنة بشرية ذات كثافة سكانية عالية وبنية تحتية لبيئة مبنية. يتم إنشاء المناطق الحضرية من خلال التحضر ويتم تصنيفها حسب التشكل الحضري على أنها مدن أو بلدات أو تجمعات أو ضواحي. في التمدن، يتناقض المصطلح مع المناطق الريفية مثل القرى والنجوع؛ في علم الاجتماع الحضري أو الأنثروبولوجيا الحضرية يتناقض مع البيئة الطبيعية. أدى إنشاء أسلاف الأوائل للمناطق الحضرية خلال الثورة الحضرية إلى إنشاء حضارة إنسانية مع التخطيط الحضري الحديث، والتي أدت إلى جانب الأنشطة البشرية الأخرى مثل استغلال الموارد الطبيعية إلى تأثير الإنسان على البيئة. توجد «تأثيرات التكتل» في قائمة النتائج الرئيسية لزيادة معدلات إنشاء الشركات منذ ذلك الحين. هذا يرجع إلى الظروف التي أنشأها مستوى أكبر من النشاط الصناعي في منطقة معينة. ومع ذلك، يمكن أيضًا إنشاء بيئة مواتية لتنمية رأس المال البشري في وقت واحد.
ارتفع عدد سكان الحضر في العالم في عام 1950 البالغ 746 مليونًا فقط إلى 3.9 مليار في العقود التي تلت ذلك. في عام 2009، تجاوز عدد الأشخاص الذين يعيشون في المناطق الحضرية (3.42 مليار) عدد الذين يعيشون في المناطق الريفية (3.41 مليار)، ومنذ ذلك الحين أصبح العالم حضريًا أكثر منه ريفي. كانت هذه هي المرة الأولى التي يعيش فيها غالبية سكان العالم في مدينة. في عام 2014، كان هناك 7.3 مليار شخص يعيشون على هذا الكوكب،  منهم 3.9 مليار نسمة في المناطق الحضرية. توقع قسم السكان في إدارة الأمم المتحدة للشؤون الاقتصادية والاجتماعية في ذلك الوقت أن ينمو عدد سكان الحضر إلى 6.4 مليار بحلول عام 2050، مع 37 ٪ من هذا النمو من ثلاث دول: الصين والهند ونيجيريا.
المنطقة الحضارية تسمى أيضاً بالتكتل الحضاري ويعرف بمكان لتجمع مستوطنات بشرية ويطلق عليه كذلك مسمى مدينة أو بلدة أو قرية. التكتل مصطلح يمكن أن يشير أيضًا إلى مفهوم أكثر عمومية بحيث يشمل سلسلة من المستوطنات (المدن والقرى) التي يتصرف سكانها كما لو كانوا يعيشون في مدينة واحدة. هذا يعني أن السكان يعيشون ويعملون ويتسوقون ويقضون أوقات فراغهم في أجزاء مختلفة من التكتل ويتنقلون بشكل متكرر داخل التجمع في نمط حياتهم اليومي. يشير مصطلح التكتل بشكل أساسي إلى الشكل المورفولوجي للمستوطنات التي نمت معًا، بينما يشير مصطلح المنطقة الحضرية بدلاً من ذلك إلى انتشار أسلوب الحياة الحضرية، والذي يمكن أن يتجاوز التكتل.
في كثير من الحالات يقع تكتل حول مدينة مركزية. ترتبط المدن والقرى ببعضها البعض بشكل مباشر إلى حد ما، ولكن قد تكون هناك أيضًا أنهار أو طرق سريعة أو حدائق أو أماكن في المنتصف.
يتم إنشاء المناطق الحضرية وتطويرها بشكل أكبر من خلال عملية التحضر. يتم قياس المناطق الحضرية لأغراض مختلفة، بما في ذلك تحليل الكثافة السكانية والزحف العمراني.
على عكس منطقة حضرية، وهي منطقة حضرية تشمل ليس فقط المناطق الحضرية، ولكن أيضا الأقمار الصناعية مدن بالإضافة إلى التدخل الأراضي في المناطق الريفية التي هي اجتماعيا واقتصاديا متصلا الأساسية الحضرية المدينة، وعادة عن طريق توظيف العلاقات من خلال التنقل، مع المدينة الأساسية الحضرية يجري الانتخابات التمهيدية سوق العمل.
لا ينبغي الخلط بين مفهوم "المنطقة الحضرية" كما هو مستخدم في الإحصاءات الاقتصادية مع مفهوم "المنطقة الحضرية" المستخدم في إحصاءات السلامة على الطرق. يُعرف المفهوم الأخير أيضًا باسم " المنطقة المبنية في السلامة على الطرق ". وفقًا لتعريف مكتب الإحصاء الوطني، "تُعرَّف المناطق المبنية على أنها أرض" ذات طابع حضري لا رجعة فيه "، مما يعني أنها من سمات بلدة أو مدينة. وهي تشمل مساحات من الأراضي المبنية بحد أدنى 20 هكتار (200,000 م2؛ 49 أكر) . أي مناطق [مفصولة بـ] أقل من 200 متر [من مساحة غير حضرية] مرتبطة لتصبح منطقة بناء واحدة.

مساحة الأرض الحضرية (كم ^{2})، 2010

المناطق الحضرية التي لا يقل عدد سكانها عن مليون نسمة عام 2006

## تعريفات
الدول الأوروبية[أي منها؟] تحديد المناطق الحضرية على أساس استخدام الأراضي من النوع الحضري، وعدم السماح بأي فجوات تزيد عادة عن 200 متر (220 يارد)، واستخدم صور القمر الصناعي بدلاً من كتل التعداد لتحديد حدود المنطقة الحضرية. في البلدان الأقل نموا[أي منها؟]، بالإضافة إلى متطلبات استخدام الأراضي والكثافة، فإن مطلبًا يقضي بأن الغالبية العظمى من السكان، عادة 75٪، لا يعملون في الزراعة و / أو صيد الأسماك يستخدم أحيانًا.[بحاجة لمصدر]

### شرق اسيا

#### الصين
منذ عام 2000، توسعت المدن الصينية بمعدل 10٪ سنوياً. تشير التقديرات إلى أن عدد سكان المناطق الحضرية في الصين سيزداد بمقدار 292 مليون شخص بحلول عام 2050،  عندما تضم مدنها مجتمعة أكثر من مليار نسمة. ارتفع معدل التحضر في البلاد من 17.4٪ إلى 46.6٪ بين عامي 1978 و 2009. بين 150 و 200 يعمل مليون عامل مهاجر بدوام جزئي في المدن الكبرى، ويعودون إلى أوطانهم في الريف بشكل دوري مع دخولهم.

اليوم، يوجد في الصين عدد من المدن التي يبلغ عدد سكانها مليون نسمة أو أكثر من أي دولة أخرى، بما في ذلك المدن العالمية الثلاث بكين وهونغ كونغ وشنغهاي. بحلول عام 2025، ستكون الدولة موطنًا لـ 221 مدينة يزيد عدد سكانها عن مليون نسمة. الأرقام الواردة في الجدول أدناه مأخوذة من تعداد عام 2008، وهي مجرد تقديرات لسكان الحضر ضمن حدود المدينة الإدارية؛ يوجد ترتيب مختلف عند النظر في إجمالي سكان البلديات (الذي يشمل سكان الضواحي والريف). إن «أعداد السكان العائمة» الكبيرة من العمال المهاجرين تجعل إجراء التعدادات في المناطق الحضرية أمرًا صعبًا؛  الأرقام الواردة أدناه تشمل المقيمين لفترات طويلة فقط.

#### اليابان
تُعرَّف المناطق الحضرية في اليابان بأنها مناطق متجاورة من المناطق المكتظة بالسكان (DIDs) باستخدام مناطق التعداد السكاني كوحدات ذات متطلبات كثافة تبلغ 4,000 نسمة لكل كيلومتر مربع (10,000/ميل2).

### جنوب آسيا

#### الهند
بالنسبة لتعداد الهند 2011، فإن تعريف المنطقة الحضرية هو مكان به حد أدنى من السكان يبلغ 5000 نسمة من كثافة 400 شخص لكل كيلومتر مربع (1000 وظيفة / متر مربع) أو أعلى، و 75٪ أكثر من السكان العاملين الذكور يعملون في غير - الأنشطة الزراعية. تُعتبر الأماكن التي تديرها شركة بلدية أو مجلس تجميع أو لجنة منطقة مدينة مُخطرة مناطق حضرية تلقائيًا.
كما حدد تعداد الهند 2011 مصطلح «التكتل الحضري» كمنطقة حضرية متكاملة تتكون من مدينة مركزية مع «نواتجها» (ضواحيها المتجاورة).

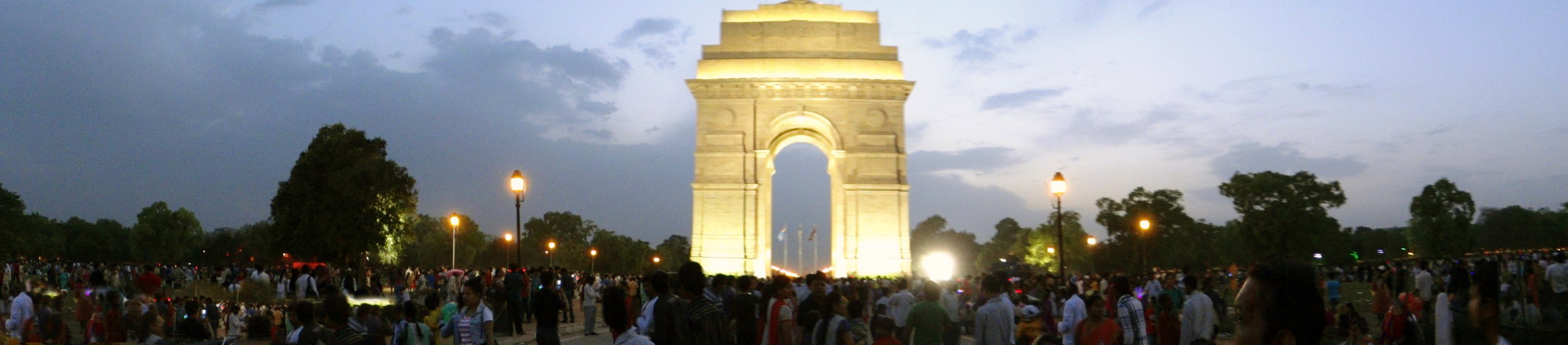
بانوراما بوابة الهند.

#### باكستان
في باكستان، تعتبر المنطقة مدينة رئيسية وبلدية رئيسية إذا كان عدد سكانها أكثر من 100,000 نسمة وفقًا لنتائج التعداد. تشمل المدن مواقع التجميع المجاورة. ازداد التحضر في باكستان منذ زمن الاستقلال وله عدة أسباب مختلفة. يعيش غالبية سكان جنوب باكستان على طول نهر السند. كراتشي هي أكبر مدنها من حيث عدد السكان. في النصف الشمالي من البلاد، يعيش معظم السكان في قوس شكلته مدن لاهور، وفيصل آباد، وروالبندي، وإسلام أباد، وجوجرانوالا، وسيالكوت، وجوجرات، وجيلوم، وسارجودا، وشيخوبورا، وناوشيرا، وماردان، وبيشاور. خلال الفترة من 1990 إلى 2008، كان سكان المدن يشكلون 36٪ من سكان باكستان، مما يجعلها الدولة الأكثر تحضرًا في جنوب آسيا. علاوة على ذلك، يعيش 50٪ من الباكستانيين في مدن يبلغ عدد سكانها 5000 نسمة أو أكثر. كراتشي هي المدينة الأكثر اكتظاظًا بالسكان في باكستان تليها لاهور وفقًا لتعداد عام 2017.

#### بنغلاديش
في بنغلاديش، هناك إجمالي 532 منطقة حضرية، مقسمة إلى ثلاث فئات. تلك هي مدينة شركة، المؤسسة البلدية بوراسوفا وبلدة أوبازيلا. من بين تلك المناطق الحضرية، دكا هي أكبر مدينة من حيث عدد السكان والمساحة، ويبلغ عدد سكانها 19.10 مليون. في بنغلاديش، هناك ما مجموعه 11 شركة مدينة و 329 شركة بلدية و 203 مدينة صغيرة، والتي تعد بمثابة مركز أوبازيلا. وفقًا لتعداد السكان لعام 2011، يبلغ عدد سكان الحضر في بنغلاديش 28٪، بمعدل نمو يبلغ 2.8٪. وبمعدل النمو هذا، تشير التقديرات إلى أن سكان المناطق الحضرية في بنغلاديش سيصلون إلى 79 مليون أو 42٪ من إجمالي السكان بحلول عام 2035.

### جنوب شرق آسيا

#### الفلبين
يقدر عدد سكانها بـ 16.3 مليون، مترو مانيلا هي المنطقة الحضرية الأكثر اكتظاظًا بالسكان في الفلبين و11 في العالم. ومع ذلك، فإن المنطقة الحضرية الأكبر هي خامس أكبر منطقة في العالم ويبلغ عدد سكانها 20654307 نسمة (تقديرات عام 2010).

#### سنغافورة
كدولة مدينة جزرية، يعيش حوالي 5.6 مليون شخص ويعملون في نطاق 700 كيلومتر مربع (270 ميل2) . مع 64 جزيرة وجزيرة صغيرة، تشكل جزيرة سنغافورة أكبر منطقة حضرية في الدولة. وفقًا للجنة الأمم المتحدة الاقتصادية والاجتماعية لآسيا والمحيط الهادئ، فإن البلاد لديها أعلى نسبة حضرية في جنوب شرق آسيا، حيث يعيش 100 في المائة من سكانها في منطقة حضرية. هيئة إعادة التطوير الحضري (URA) هي المسؤولة عن تخطيط استخدام الأراضي في المناطق الحضرية، والذي يحدد استخدام الأراضي والكثافة الحضرية للبلد. يتم تقسيم الدولة إلى 5 مناطق لأغراض التخطيط من قبل هيئة إعادة التطوير الحضري، على الرغم من أن سنغافورة كدولة مدينة يتم تعريفها على أنها منطقة حضرية واحدة مستمرة. وتنقسم كذلك إلى 55 منطقة تخطيط حضري، والتي تعمل كحدود للمدن المخططة داخل الدولة.

#### فيتنام
يوجد في فيتنام 6 أنواع من المناطق الحضرية:
- منطقة حضرية خاصة (بلديتان): هانوي ومدينة هو تشي مينه.
- اكتب I المناطق الحضرية (18 مدن المقاطعات و 3 بلديات): طويل زوين، بليكو، مي ثو، خميس داو الفحص السنوي، باك نينه، بيين هوا، هاي دونج، ثانه هوا، ها لونج، نام تري، نجوين التايلاندية، نام دينه، فونج جامعة تل ابيب، بون ما توت، دا لات، كوي نهون، نها ترانج، هوى، فينه، كان ثو، دا نانغ وهاي فونغ.
- اكتب II المنطقة (21 مدن المقاطعات و1 حي) في المناطق الحضرية: تشاو ماسترز، دونج هوي، يونج بي، باك جيانج، نينه بينه، باك ليو، با ريا، بينه التايلاندية، راش جيا  [لغات أخرى]‏، كا ماو، فان رانج-ثاب تشام، توي هوا، فان ثيت، فينه ين، لاو كاي وفو كووك.
- منطقة حضرية من النوع الثالث (31 مدينة إقليمية و 12 مدينة).
- منطقة حضرية من النوع الرابع (35 بلدة و 35 بلدة).
- المنطقة الحضرية من النوع الخامس (586 بلدة و 54 بلدية).

### أوروبا

#### فنلندا

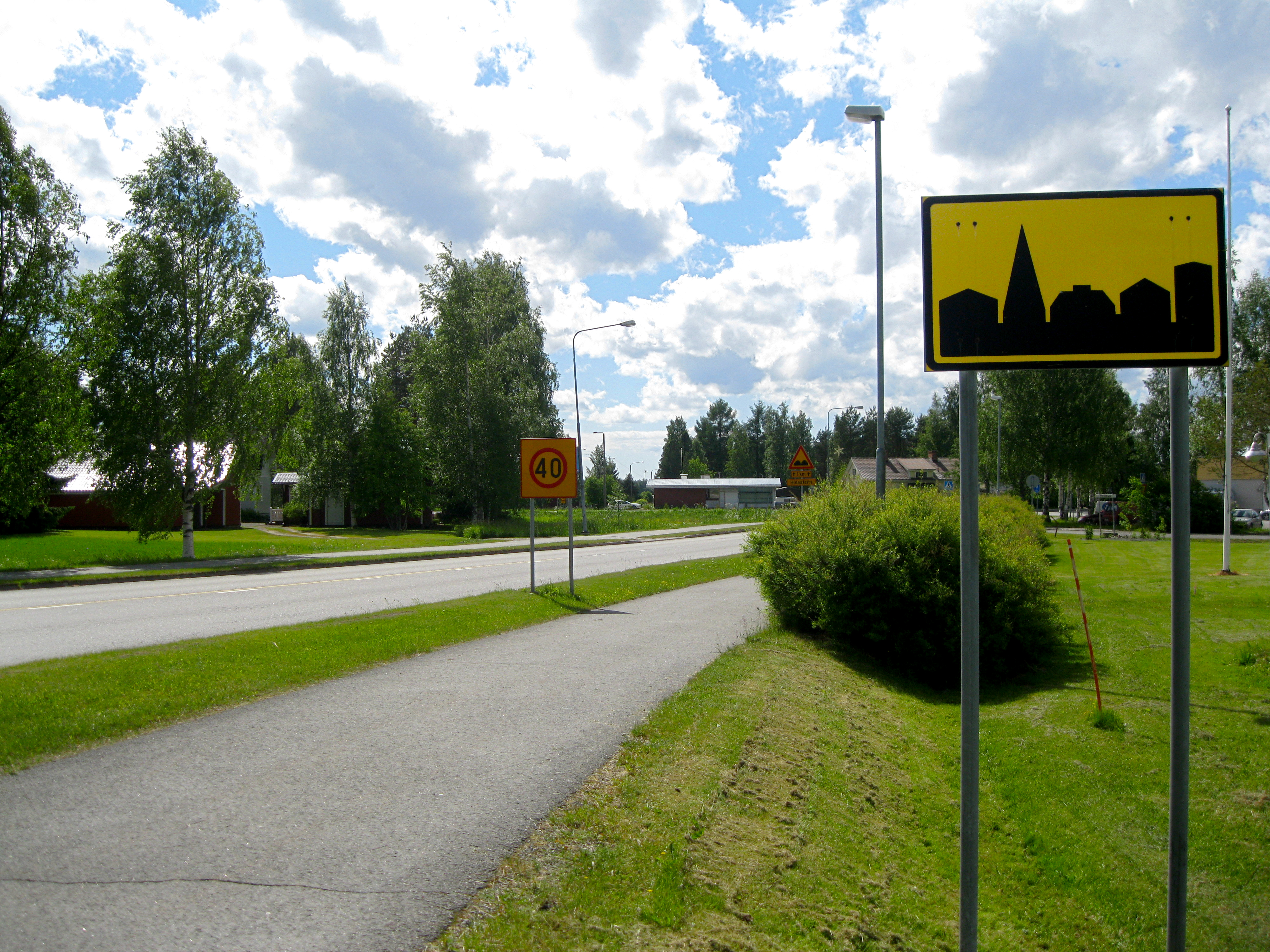
لافتة شارع تشير إلى بداية منطقة حضرية في فنلندا. التقطت الصورة في فيمبيلي.

كما هو الحال في بلدان الشمال الأوروبي الأخرى، يجب أن تحتوي المنطقة الحضرية (الفنلندية: taajama) في فنلندا على مبنى على الأقل كل 200 متر (660 قدم) وما لا يقل عن 200 شخص. لكي تُعتبر مدينة أو مدينة (كاوبونكي) لأغراض إحصائية، يجب أن تضم المنطقة الحضرية ما لا يقل عن 15000 شخص. لا يجب الخلط بين هذا وبين تسمية المدينة / البلدة المستخدمة من قبل البلديات.

#### فرنسا
في فرنسا، المنطقة الحضرية (بالفرنسية: aire urbaine) هي منطقة تشمل منطقة نمو مبني (تسمى «وحدة حضرية» (بالفرنسية: unité urbaine)  - قريبة في تعريفها من المنطقة الحضرية في أمريكا الشمالية) وحزام ركاب (كورون). سيجد الأمريكيون تعريف المعهد الوطني للإحصاء والدراسات الاقتصادية (INSEE) للمنطقة الحضرية  ليكون مشابهًا لمنطقتهم الحضرية، ويستخدم المعهد الوطني للإحصاء والدراسات الاقتصادية أحيانًا مصطلح (بالفرنسية: aire métropolitaine)  للإشارة إلى أكبر المناطق الجوية في البلاد.

أكبر مدن فرنسا، من حيث عدد سكان المناطق الحضرية (2017)، هي باريس (12.628.266) وليون (2.323.221) ومرسيليا (1.760.653) وتولوز (1.360.829) وبوردو (1.247.977) وليل (1.191.117) ونيس (1006201)) ونانت (972828) وستراسبورغ (790.087) ورين (733320).

#### ألمانيا
يوجد في ألمانيا عدد من المدن الكبيرة. أكبر تجمع حضري هو منطقة الراين-الرور (11 مليون اعتبارًا من 2008)، بما في ذلك دوسلدورف (عاصمة شمال الراين-وستفاليا)، وكولونيا، وبون، ودورتموند، وإيسن، ودويسبورغ، وبوخوم.

#### هولندا
هولندا هي الدولة الثلاثين الأكثر كثافة سكانية في العالم، حيث 404.6 نسمة لكل كيلومتر مربع (1,048/ميل2) - أو 497 نسمة لكل كيلومتر مربع (1,290/ميل2) إذا تم حساب مساحة الأرض فقط. تعد راندستاد أكبر تجمع حضري في البلاد وتقع في غرب البلاد وتحتوي على أكبر أربع مدن: أمستردام وروتردام ولاهاي وأوتريخت. يبلغ عدد سكان راندستاد 7 مليون نسمة وهي سادس أكبر منطقة حضرية في أوروبا.

#### السويد
المناطق الحضرية في السويد (بالسويدية: tätorter) هي مناطق محددة إحصائيًا، مستقلة تمامًا عن التقسيمات الإدارية الفرعية للبلد. هناك 1956 من هذه التجمعات المحلية في السويد، ويتراوح عدد سكانها بين 200 و 1372000 نسمة.

#### المملكة المتحدة
في عام 2013، نشر مكتب المملكة المتحدة للإحصاءات الوطنية (ONS) مناطق البناء لعام 2011 - المنهجية والإرشادات التي تحدد تعريفها للمنطقة المبنية كمنطقة من الأرض المبنية لا تقل عن 20 هكتار (0.077 ميل2)، مفصولة عن المستوطنات الأخرى بما لا يقل عن 200 متر (660 قدم) . بالنسبة لبيانات التعداد السكاني لعام 2011، هناك 5493 منطقة عمرانية، منها 501 مقسمة إلى أقسام فرعية تتوفر عنها بيانات أيضًا. تتم تسمية كل منطقة مبنية بطريقة حسابية، باستخدام بيانات اسم مكان مسح الذخائر.
أنتج مكتب الإحصاء الوطني نتائج التعداد من المناطق الحضرية منذ عام 1951، منذ عام 1981 بناءً على مدى التنمية الحضرية التي لا رجعة فيها والمشار إليها في خرائط مسح الذخائر. التعريف هو مساحة لا تقل عن 20 هكتارًا وما لا يقل عن 1500 من سكان التعداد. ترتبط مناطق منفصلة إذا كانت المسافة بينها أقل من 200 م (220 ياردة). تشمل ميزات النقل. يوجد في المملكة المتحدة خمس مناطق حضرية يزيد عدد سكانها عن مليون نسمة وتسعة وستين أخرى يبلغ عدد سكانها أكثر من مائة ألف.

#### النرويج
تحدد هيئة الإحصاء النرويجية المناطق الحضرية ("tettsteder") بشكل مشابه لبلدان الشمال الأخرى. على عكس الدنمارك والسويد، يجب أن تكون المسافة بين كل مبنى أقل من 50 مترًا، على الرغم من وجود استثناءات بسبب الحدائق، والمناطق الصناعية، والأنهار، وما شابه ذلك. يتم تضمين مجموعات من المنازل على بعد أقل من 400 متر من الجسم الرئيسي لمنطقة حضرية في المنطقة الحضرية.

#### بولندا
في بولندا، تشير الأرقام الرسمية للسكان «الحضريين» ببساطة إلى تلك المناطق التي تتمتع بوضع المدن (مياستا). السكان «الريفيون» هم سكان جميع المناطق خارج حدود هذه المدن. قد يعطي هذا التمييز انطباعًا مضللًا في بعض الحالات، نظرًا لأن بعض المناطق ذات الوضع القروي فقط قد تكون قد اكتسبت عددًا أكبر وأكثر كثافة من العديد من البلدات الصغيرة  مع أكثر الأمثلة المفرطة على بوزنان، المنطقة الحضرية الأكثر انتشارًا في البلاد التي يبلغ عدد سكانها تطبيق المدينة. 534 ألفًا والمناطق الحضرية فوق 1100 ألف نسمة. من ناحية أخرى، فإن المنطقة الصناعية في سيليزيا العليا مع العديد من المدن الكبيرة والمتوسطة تغطي 3200 كم ويبلغ عدد سكانها ما يقرب من 3 ملايين نسمة.

#### روسيا
يبلغ عدد سكان موسكو، عاصمة روسيا وأكبر مدنها، 12.4 مليون نسمة داخل حدود المدينة،  بينما يعيش أكثر من 17 مليونًا في المناطق الحضرية،  وأكثر من 20 مليونًا من سكان منطقة العاصمة موسكو. إنها من بين أكبر مدن العالم، كونها المدينة الأكثر اكتظاظًا بالسكان داخل أوروبا بالكامل، وهي المنطقة الحضرية الأكثر اكتظاظًا بالسكان في أوروبا،  أكبر منطقة حضرية من حيث عدد السكان في أوروبا،  وأيضًا أكبر مدينة من حيث المساحة البرية في أوروبا القارة. سانت بطرسبرغ، العاصمة الثقافية، هي ثاني أكبر مدينة، ويبلغ عدد سكانها حوالي 5.4 مليون نسمة. المناطق الحضرية الرئيسية الأخرى هي يكاترينبرج، نوفوسيبيرسك، قازان، نيجني نوفغورود، وتشيليابينسك.

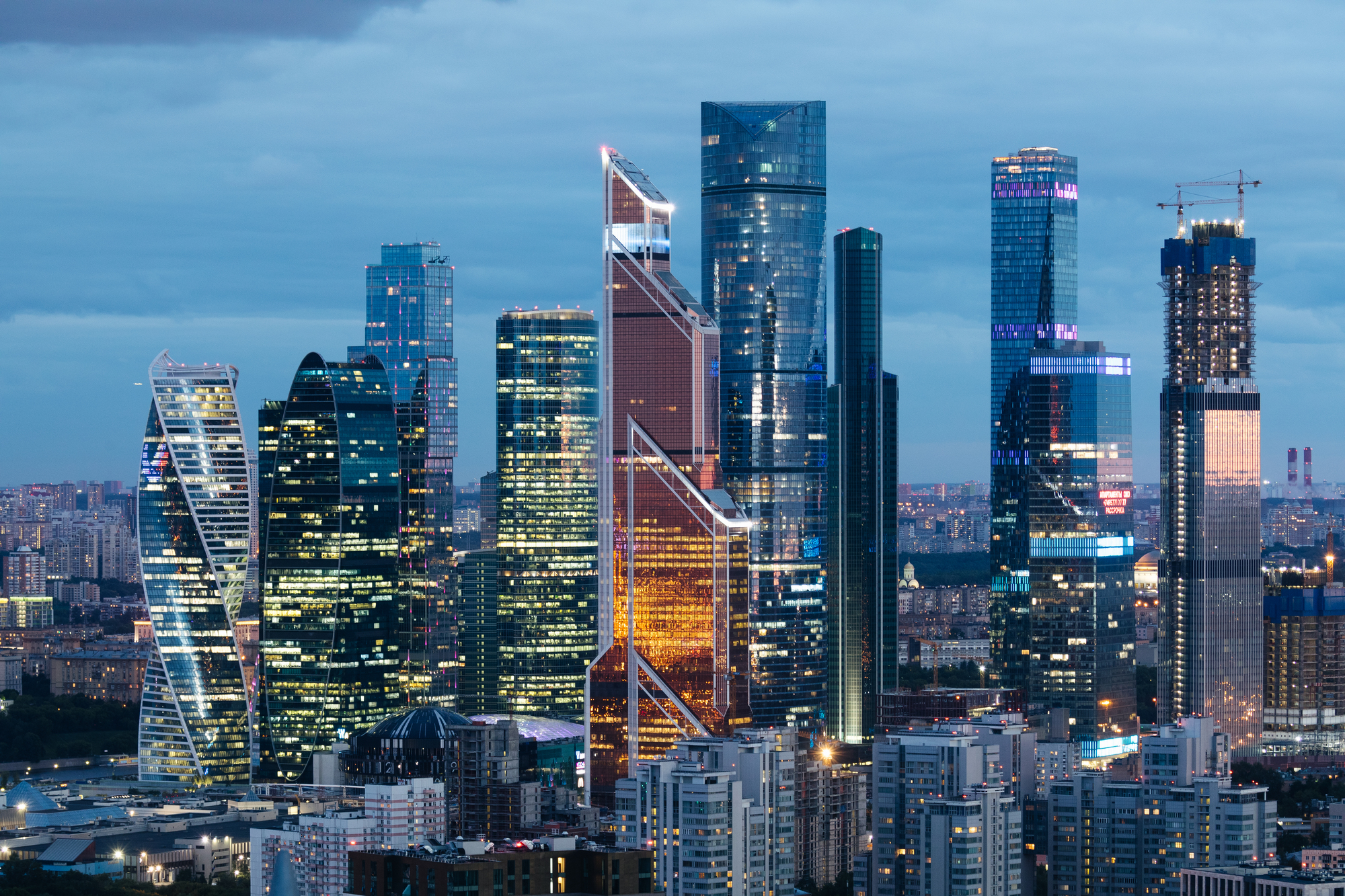
موسكو، عاصمة روسيا وأكبر مدنها.
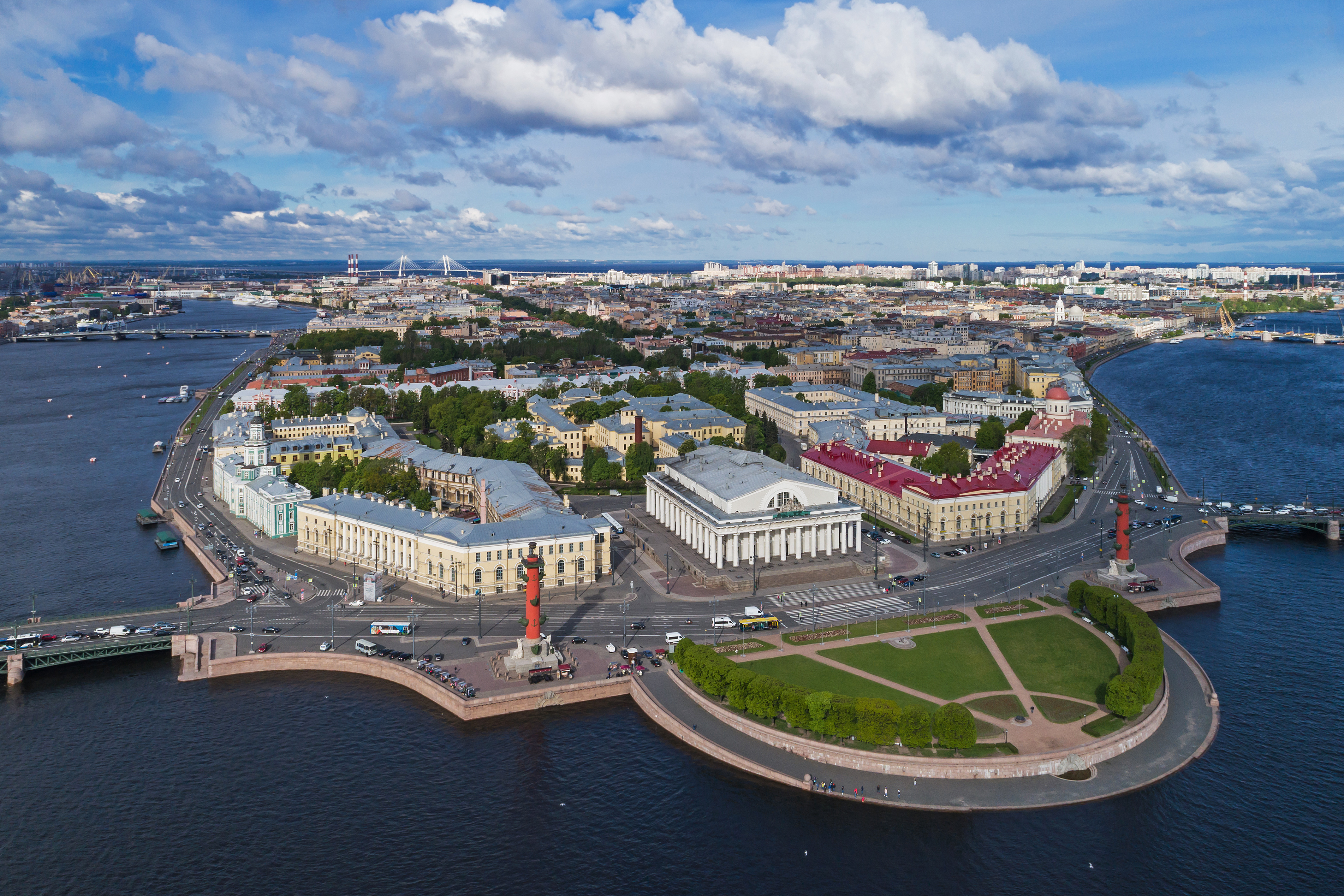
سانت بطرسبرغ، العاصمة الثقافية وثاني أكبر مدينة.
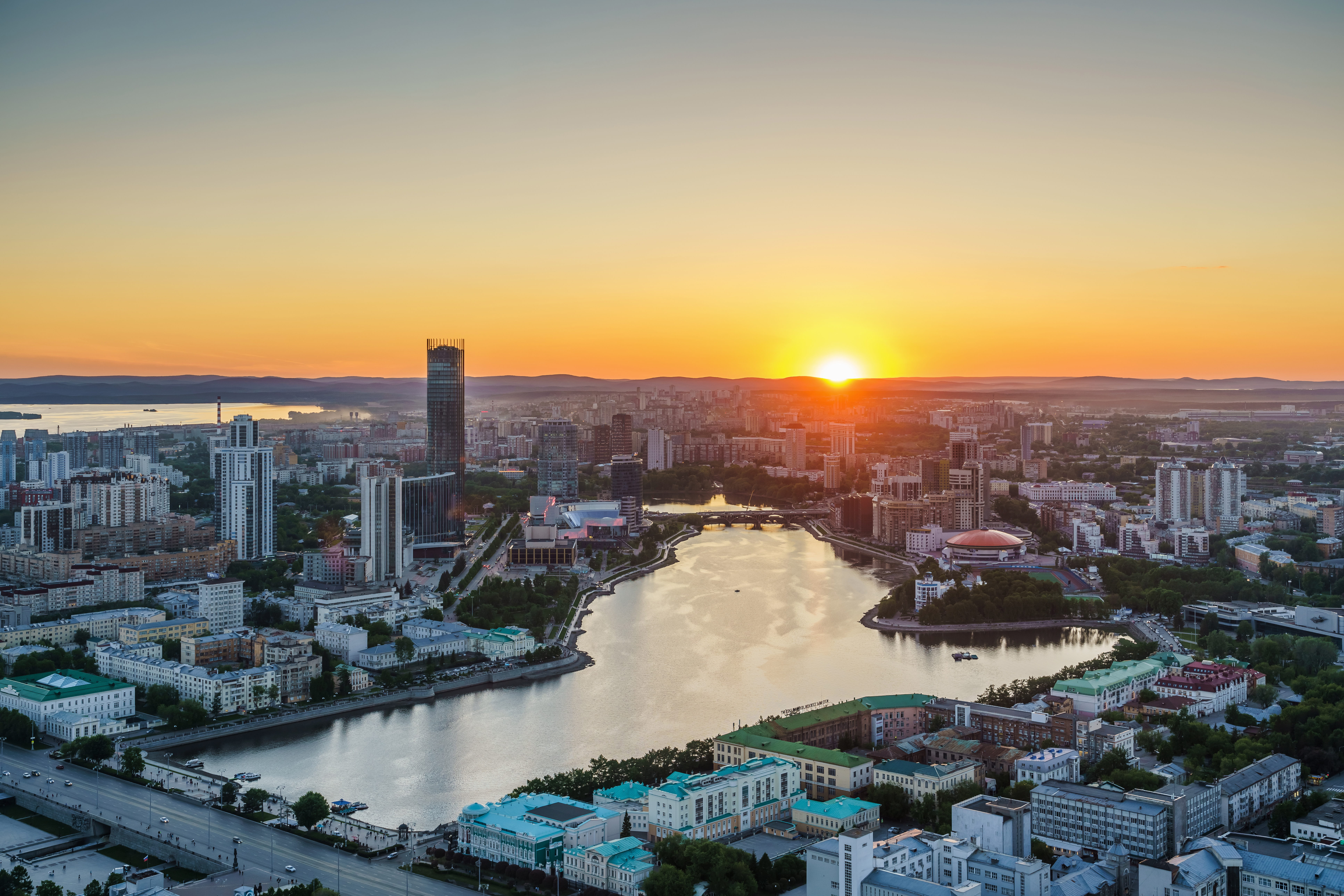
يكاترينبورغ، رابع أكبر مدينة في البلاد.

### أوقيانوسيا

#### أستراليا
يشير مكتب الإحصاء الأسترالي إلى المناطق الحضرية على أنها مراكز حضرية، والتي يعرفها عمومًا على أنها مجموعات سكانية تتكون من 1000 شخص أو أكثر. أستراليا هي واحدة من أكثر البلدان تحضرًا في العالم، حيث يعيش أكثر من 50٪ من السكان في أكبر ثلاثة مراكز حضرية في أستراليا.[بحاجة لمصدر] 

#### نيوزيلندا
تحدد هيئة الإحصاء النيوزيلندية المناطق الحضرية في نيوزيلندا، والتي هي مستقلة عن أي تقسيمات إدارية وليس لها أساس قانوني. هناك ثلاث فئات من المناطق الحضرية: المناطق الحضرية الرئيسية هي 17 منطقة حضرية يبلغ عدد سكانها 30000 نسمة أو أكثر؛ المناطق الحضرية الثانوية هي المناطق الحضرية الـ 14 التي يبلغ عدد سكانها 10.000 أو أكثر ولكن أقل من 30.000، والمناطق الحضرية الثانوية هي المناطق الحضرية الـ 103 التي يبلغ عدد سكانها 1000 أو أكثر ولكن أقل من 10000. يتم إعادة تصنيف المناطق الحضرية بعد كل تعداد سكاني لنيوزيلندا، لذا فإن التغيرات السكانية بين التعدادات لا تغير تصنيف المنطقة الحضرية.

### شمال أمريكا

#### كندا
وفقًا لإحصاءات كندا، فإن المنطقة الحضرية في كندا هي منطقة يبلغ عدد سكانها ما لا يقل عن 1000 شخص حيث لا تقل الكثافة عن 400 شخص لكل كيلومتر مربع (1000 / متر مربع من الأرض). إذا كانت منطقتان أو أكثر من المناطق الحضرية على بعد 2 كم (1.2 كم) من بعضهما البعض عن طريق البر، يتم دمجها في منطقة حضرية واحدة، بشرط ألا تتخطى منطقة التعداد الحضرية أو حدود تكتل التعداد.
وصلة=|تصغير
في تعداد كندا لعام 2011، أعادت هيئة الإحصاء الكندية تسمية المناطق الحضرية بالمصطلح الجديد «مركز السكان»؛  تم اختيار المصطلح الجديد ليعكس بشكل أفضل حقيقة أن المناطق الحضرية مقابل الريف ليست تقسيمًا صارمًا، بل هي سلسلة متصلة قد توجد ضمنها العديد من أنماط الاستيطان المتميزة. على سبيل المثال، قد يتلاءم المجتمع مع تعريف إحصائي صارم لمنطقة حضرية، ولكن قد لا يُنظر إليه عمومًا على أنه «حضري» لأنه يضم عددًا أقل من السكان، أو يعمل اجتماعيًا واقتصاديًا كضاحية لمنطقة حضرية أخرى بدلاً من كونها منطقة حضرية. كيان حضري قائم بذاته، أو بعيدًا جغرافيًا عن المجتمعات الحضرية الأخرى. وفقًا لذلك، حدد التعريف الجديد ثلاثة أنواع متميزة من المراكز السكانية: صغيرة (عدد السكان 1,000 إلى 29,999)، ومتوسطة (من 30,000 إلى 99,999) وكبيرة (عدد السكان 100,000 أو أكثر). على الرغم من التغيير في المصطلحات، إلا أن التعريف الديموغرافي للمركز السكاني لم يتغير عن تعريف المنطقة الحضرية: عدد سكان لا يقل عن 1000 شخص حيث لا تقل الكثافة عن 400 شخص لكل كيلومتر مربع .

#### الولايات المتحدة الأمريكية
في الولايات المتحدة، هناك فئتان من المناطق الحضرية. يشير مصطلح المنطقة الحضرية إلى منطقة حضرية تضم 50000 شخص أو أكثر. تسمى المناطق الحضرية التي يقل عدد سكانها عن 50000 نسمة بالتجمعات الحضرية . تم تحديد المناطق الحضرية لأول مرة في الولايات المتحدة في تعداد عام 1950، بينما أضيفت المجموعات الحضرية في تعداد عام 2000. هناك 1371 منطقة حضرية وتجمعات حضرية تضم أكثر من 10000 شخص.
يعرّف مكتب الإحصاء الأمريكي المنطقة الحضرية على أنها «مجموعات أو كتل التعداد الأساسية التي تحتوي على كثافة سكانية لا تقل عن 1000 شخص لكل ميل مربع (386 لكل كيلومتر مربع) ومجمعات التعداد المحيطة التي تحتوي على كثافة إجمالية لا تقل عن 500 شخص لكل ميل مربع (193 لكل كيلومتر مربع)».

أكبر منطقة حضرية في الولايات المتحدة هي منطقة العاصمة نيويورك . يتجاوز عدد سكان مدينة نيويورك، قلب المنطقة الحضرية، 8.5 مليون شخص، ويبلغ عدد سكان منطقتها الإحصائية الحضرية أكثر من 20 مليونًا، ويبلغ عدد سكان المنطقة الإحصائية المجمعة أكثر من 23 مليونًا. أكبر سبع مناطق حضرية في الولايات المتحدة هي لوس أنجلوس وشيكاغو وميامي وفيلادلفيا وسان فرانسيسكو وهيوستن وأتلانتا . يعيش حوالي 82 بالمائة من سكان الولايات المتحدة داخل حدود منطقة حضرية اعتبارًا من ديسمبر 2010. مجتمعة، تحتل هذه المناطق حوالي 2 في المائة من مساحة أراضي الولايات المتحدة. يعيش العديد من الأمريكيين في تجمعات من المدن والضواحي والبلدات المجاورة لأكبر مدينة في منطقة العاصمة. 
غالبًا ما يتم استخدام مفهوم المناطق الحضرية على النحو المحدد من قبل مكتب الإحصاء الأمريكي كمقياس أكثر دقة لحجم المدينة، لأنه في المدن المختلفة والدول لا تكون الخطوط الفاصلة بين حدود المدينة والمنطقة الحضرية في تلك المدينة هي نفسها في كثير من الأحيان . على سبيل المثال، يبلغ عدد سكان مدينة جرينفيل بولاية ساوث كارولينا ما يزيد قليلاً عن 68000 نسمة ويبلغ عدد سكان المنطقة الحضرية حوالي 400000، بينما يبلغ عدد سكان مدينة جرينسبورو بولاية نورث كارولينا ما يزيد قليلاً عن 285000 نسمة ويبلغ عدد سكان المنطقة الحضرية حوالي 300000 - مما يعني أن جرينفيل «أكبر» في الواقع بالنسبة لبعض المقاصد والأغراض، ولكن ليس لأغراض أخرى، مثل الضرائب والانتخابات المحلية وما إلى ذلك.
في قائمة جرد الموارد الطبيعية بوزارة الزراعة الأمريكية، تُعرف المناطق الحضرية رسميًا بالمناطق المتقدمة أو المناطق الحضرية والمباني. تشمل هذه المناطق المدن والقرى العرقية ومناطق البناء الأخرى التي تزيد مساحتها عن 10 فدان (4 هكتارات) والمواقع الصناعية وساحات السكك الحديدية والمقابر والمطارات وملاعب الجولف وميادين الرماية ومواقع الإدارة العامة والمؤسسية ومناطق مماثلة. وضع مخزون الموارد الوطنية لعام 1997 أكثر من 98.000.000 متر مكعب (40.000.000 هكتار) في هذه الفئة، بزيادة قدرها 25.000.000 متر مكعب (10000.000 هكتار) منذ عام 1982.

### جنوب أمريكا

#### الأرجنتين
الأرجنتين شديدة التحضر. تمثل أكبر عشر مناطق حضرية نصف السكان، ويعيش أقل من واحد من كل عشرة في المناطق الريفية. يعيش حوالي 3 ملايين شخص في مدينة بوينس آيرس ويبلغ عدد سكان منطقة العاصمة الكبرى في بوينس آيرس حوالي 15 مليونًا، مما يجعلها واحدة من أكبر المناطق الحضرية في العالم، ويبلغ عدد سكانها 18 مليون نسمة.
يبلغ عدد سكان قرطبة حوالي 1.5 مليون شخص يعيشون في المناطق الحضرية، بينما يبلغ عدد سكان كل من روساريو ومندوزا وتوكومان  ولا بلاتا ومار ديل بلاتا وسالتا وسانتا في  ويبلغ عدد سكانها 500000 شخص على الأقل كل.

#### البرازيل

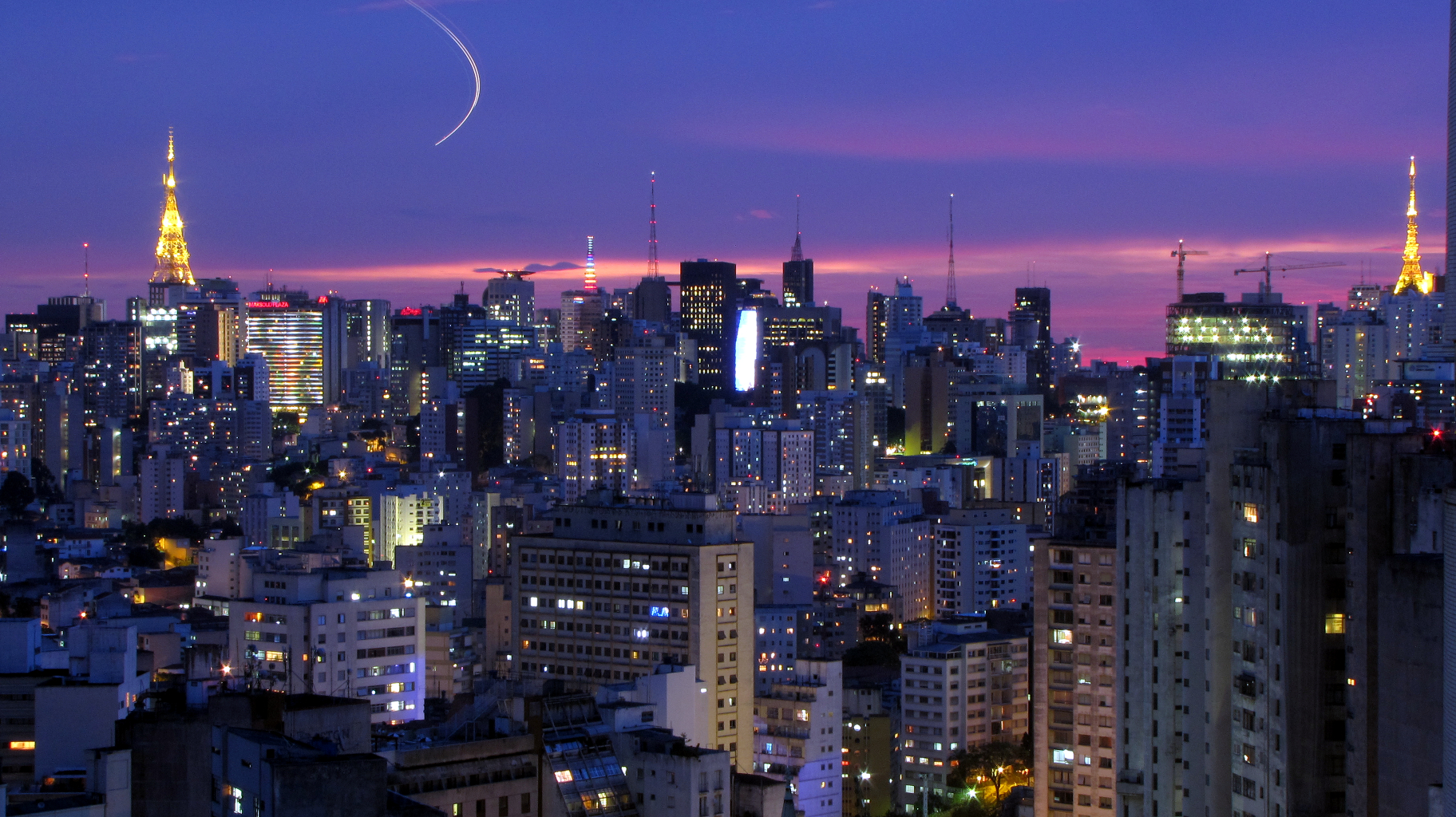
ساو باولو، أكبر مدينة في البرازيل، أكبر مدينة في نصف الكرة الجنوبي، في الأمريكتين، وتاسع أكبر منطقة حضرية في العالم من حيث عدد السكان.

وفقًا لـ المعهد البرازيلي للجغرافيا والإحصاء (IBGE)، تركز المناطق الحضرية بالفعل على 84.35 ٪ من السكان، بينما تظل منطقة الجنوب الشرقي الأكثر اكتظاظًا بالسكان، حيث يبلغ عدد سكانها أكثر من 80 مليون نسمة. أكبر المناطق الحضرية في البرازيل هي ساو باولو وريو دي جانيرو وبيلو هوريزونتي - كل ذلك في المنطقة الجنوبية الشرقية - مع 21 و 12 و 5 مليون نسمة على التوالي. بشكل عام، عواصم الولايات هي أكبر المدن في ولاياتهم، باستثناء فيتوريا، عاصمة إسبيريتو سانتو، وفلوريانوبوليس، عاصمة سانتا كاتارينا. توجد أيضًا مناطق حضرية غير عاصمة في ولايات ساو باولو (كامبيناس وسانتوس ووادي بارايبا) وميناس جيرايس (وادي الصلب) وريو غراندي دو سول (وادي سينوس) وسانتا كاتارينا (وادي إيتاجاي).
وصلة=|تصغير

## روابط خارجية
- الشعبة الإحصائية بالأمم المتحدة (UNSTAT): تعريف كلمة «حضري».
- المناطق الحضرية في العالم جميع المناطق المتحضرة في العالم المحددة 500.000+ وغيرها: السكان والكثافة.
- جيوبوليس : مجموعة بحثية، جامعة باريس ديدرو، فرنسا عن المناطق الحضرية العالمية.
- سكان العالم الشبكيون - يحتوي على روابط لتعريفات وخرائط المناطق الحضرية لأكثر من 230 دولة / إقليم.
- رؤساء المدن - أكبر المناطق الحضرية في العالم في عام 2006.
- رؤساء المدن - أكبر المناطق الحضرية في العالم المتوقعة لعام 2020.
- بيانات السكان - أكبر مناطق حضرية في العالم يزيد عدد سكانها عن 1,000,000 نسمة.